# Lista de prefeitos de Limoeiro do Norte
Esta é a lista de intendentes, Presidentes de Conselho Municipal, prefeitos e vice-prefeitos do município de Limoeiro do Norte, estado brasileiro do Ceará.

## Análise geral
Ao longo da história, a cadeira de chefe da administração municipal de Limoeiro do Norte foi ocupada por administradores, intendentes, Conselho Municipal e prefeitos. 
Após ser constituída a Vila de Limoeiro, não havia cargo de prefeito ou vice. O Presidente da Câmara ficava responsável pela gestão. Na primeira eleição, além de João Ennes (Presidente), foram eleitos: Antônio Alves de Carvalho Lima, Fernando Deodato Collares, André Nogueira Epiphanio, Manoel Lourenço de Oliveira Gondim, José da Costa Silva e Agostinho Xavier Nogueira. Nessa época, os únicos eleitores de Limoeiro eram: João Ennes (Presidente da Câmara), os seis outros vereadores, Francisco Ribeiro Bessa (deputado), João Anselmo da Silveira Vidal, Elias Antônio Correia Vieira, Simplício de Hollanda Bezerra, Serafim Tolentino Freire Chaves, professor André Felício Chaves, João Antônio Rodrigues Chaves, José Lopes da Silva, Joaquim Balduíno Freire, Antônio Florêncio Freire, José Soares Martins, José Avelino Freire Chaves, Manuel Martins Barbosa, Francisco Rodrigues Guimarães e João Anselmo Filho. 
Na Constituição do Ceará de 1891, o governo municipal era administrado por um "Conselho Municipal" com 7 membros eleitos a cada quatro anos; devendo cada Conselho eleger seu Presidente para executar as decisões do próprio Conselho. No entanto, o texto constitucional logo foi revogado no governo de Pinto Accioly. Segundo a Constituição do Ceará de 1892, cada cidade elegeria uma câmara municipal a cada 4 anos (10 vereadores na capital; 8 vereadores nas demais cidades). Por eleição indireta, os vereadores deveriam eleger anualmente o intendente (administrador municipal) dentre os vereadores eleitos, com possibilidade de reeleição. Importante destacar que, nessa época, não havia remuneração para vereadores, intendentes e subintendentes (art. 102 da Constituição do Ceará de 1892).
A partir de 1921, com o advento do terceiro texto constitucional, foi previsto o cargo de Prefeito no estado do Ceará. Segundo o art. 88 da Constituição de 1921, as câmaras de vereadores passam a ter 12 vereadores na capital, 9 vereadores nas demais cidades e 7 vereadores nas vilas. Não havia cargo de vice-prefeito. Em caso de vacância, caberia ao Presidente da Câmara Municipal fazer a substituição ou o vereador mais votado (se a vacância ocorrer no primeiro ano, haverá nova eleição). Nesta época, o Prefeito da Capital era nomeado pelo Presidente da Província. Não houve grandes mudanças na Constituição Estadual de 1925, que ampliou para 12 o número de vereadores da Capital.
Em Limoeiro do Norte, na primeira metade do século XX, as disputas políticas representavam disputas familiares entre os Chaves (que comandavam o cartório) e os irmãos Oliveira Lima.
A lista a seguir está de acordo com as informações do Tribunal Regional Eleitoral.

## Lista de prefeitos e governantes
| Nome                                                                                 | Partido                                                                              | Mandato                                                                              | Vice-prefeito | Observações |
| 1873 - Instalação da Vila do Limoeiro: governo pelos Presidentes da Câmara Municipal | 1873 - Instalação da Vila do Limoeiro: governo pelos Presidentes da Câmara Municipal | 1873 - Instalação da Vila do Limoeiro: governo pelos Presidentes da Câmara Municipal | 1873 - Instalação da Vila do Limoeiro: governo pelos Presidentes da Câmara Municipal | 1873 - Instalação da Vila do Limoeiro: governo pelos Presidentes da Câmara Municipal |
| ------------------------------------------------------------------------------------ | ------------------------------------------------------------------------------------ | ------------------------------------------------------------------------------------ | --- | --- |
| Capitão João Ennes da Silva                                                          | Partido Conservador                                                                  | 1873-1878                                                                            | - | Ex-subdelegado da região. Primeiro presidente da Câmara Municipal. Enfrentou uma das piores secas do Ceará em 1877. Homenageado com uma praça no centro da cidade. Correligionário do deputado Cônego Bessa. |
| Cândido José Gonçalves Malveira                                                      | Partido Liberal(Grupo Nunes-Malveira)                                                | 1878-1881                                                                            | — | Presidente da Câmara e líder do Partido Liberal em Limoeiro |
| José Vidal de Sousa Maciel                                                           | Partido Liberal (Grupo Nunes-Malveira)                                               | 1881-1883                                                                            | — | Sogro do seu antecessor, Cândido Malveira. Presidente da Câmara Municipal |
| João Batista Roberto                                                                 | Partido Liberal (Grupo Nunes-Malveira)                                               | 1883-1886                                                                            | — | Foi 1º juiz de paz e 3º suplente de delegado. Era neto do Juiz José Jacob de Freitas. |
| Cel. Antônio Joaquim Ferreira Maia                                                   | Partido Liberal(Grupo Nunes-Malveira)                                                | 1886-1890                                                                            | — | Coronel da Guarda Nacional. Líder político da região de Tabuleiro do Norte. |
| Cândido Olímpio Gonçalves + Conselho de Intendência Municipal (Câmara dissolvida)    | Apoiadores republicanos                                                              | março de 1890 -setembro de 1890                                                      | Integrantes do Conselho: André Joaquim da Costa, Antônio Jeronymo de Lima, Francisco Rodrigues de Andrade Chaves (substituído por Jose Angelo Santiago), Candido Malveira e Joaquim Nunes Guerreiro | Por decreto de 10 de março de 1890, o Presidente Luís Antônio Ferraz dissolveu a Câmara Municipal e nomeou 05 integrantes aliados ao movimento republicano. |
| Cândido Olímpio Gonçalves + Conselho de Intendência Municipal (Câmara dissolvida)    | Apoiadores republicanos                                                              | setembro de 1890-1892                                                                | Membros do Conselho inicialmente: Cândido Olympio Gonçalves, Manuel Vicente de Andrade Setubal, Silvestre da Costa Régis e José Joaquim de Oliveira Lima.                                           | O Conselho foi nomeado pelo Presidente Luís Antônio Ferraz. Cândido Olímpio era sobrinho do ex-prefeito Cândido Malveira. |
| Constituição estadual de 1892: eleição indireta para Intendente Municipal            |                                                                                      |                                                                                      | | |
| Francisco Casimiro Varela                                                            | Partido Republicano Federalista (Grupo Nunes-Malveira)                               | 1892-1896                                                                            | Os demais vereadores eram: Cândido Malveira, João Hollanda, Joaquim Nunes Guerreiro, Vicente Fernandes e João Mendes.                                                                               | Casimiro foi eleito vereador. Os demais vereadores o elegeram para o cargo de Intendente (eleição indireta). Ele tinha sido subdelegado de polícia na cidade. |
| 1897 - Elevação da Vila de Limoeiro à categoria de município                         |                                                                                      |                                                                                      | | |
| Luiz Brasiliense de Holanda Cavalcante                                               | Partido Republicano Federalista (Grupo Nunes-Malveira)                               | 1896-1897 29.09.1897-1902                                                            | — | Nomeado pelo Presidente do Ceará Nogueira Accioli em 1897. Aliado da Família Nunes. Foi Tenente-Coronel e delegado entre 1895-1896, filho do comerciante Camilo Brasiliense. |
| Padre Antônio Pereira da Graça Martim                                                | Partido Republicano Federalista (Grupo Nunes-Malveira)                               | 1902-1904                                                                            | — | Intendente eleito pela Câmara Municipal. Era aliado do Coronel José Nunes, genro de Cândido Malveira. Consta no Jornal do Ceará que ele era intendente em 1905. |
| Antônio de Castro Moura Sobrinho                                                     | Partido Republicano Conservador (Grupo Nunes-Malveira)                               | 1904-1912                                                                            | — | Intendente eleito pela Câmara Municipal. Também foi intendente provisório em 1902. Era casado com a família Malveira. |
| Francisco Celestino da Costa                                                         | Partido Republicano Conservador                                                      | 1912-1914                                                                            | — | Potiguar, casado com a família Chaves. |
| Júlio Eduardo de Sousa                                                               | Partido Republicano Conservador (Grupo Nunes-Malveira)                               | 1914-1918                                                                            | - | Nomeado pelo Presidente Estadual Floro Bartolomeu e pelo Interventor Fernando Setembrino. Era genro do Coronel José Nunes, aciolista. E sogro do deputado Manuel de Castro Filho. |
| José Satino de Moura                                                                 | Partido Democrata (?)                                                                | 1919                                                                                 | — | Nomeado pelo Presidente Estadual João Tomé de Sabóia e Silva |
| João Maria de Freitas                                                                | Partido Republicano Conservador                                                      | 1919                                                                                 | — | Assumiu por alguns meses |
| Felipe Santiago de Lima                                                              | Partido Republicano Conservador (Grupo Chaves)                                       | 1919-1927                                                                            | — | Russano. Casado com os Chaves. A oposição do Partido Democrata (Manfredo de Oliveira), por meio do jornal "A Imprensa" alegou fraudes nas eleições de 1924 |
| Pedro Saraiva de Menezes                                                             | Partido Republicano Conservador (Grupo Chaves)                                       | 1927-1930                                                                            | — | Aliado dos Chaves. Venceu eleição contra Cândido Gadellha (345 a 333 votos na 1ª seção). Foi Deposto em 1930. |
| Melquíades de Oliveira Lima                                                          | Partido Republicano Cearense/Aliança Liberal                                         | 1930                                                                                 | — | Nomeado pelo Interventor Fernandes Távora |
| Cel. Miguel Vieira de Mello                                                          | Partido Republicano Cearense/Aliança Liberal                                         | 1930                                                                                 | — | Nomeado pelo Interventor Fernandes Távora |
| Arsênio Ferreira Maia                                                                | Partido Republicano Cearense/Aliança Liberal                                         | 1930-1932                                                                            | — | Nomeado pelo Interventor Fernandes Távora. Filho do ex-prefeito Antônio Joaquim F. Maia. Aliado das famílias Nunes e Oliveira. |
| José Júlio de Castro                                                                 | Aliança Liberal                                                                      | 1932-1933                                                                            | — | Natural de Redenção. Nomeado pelo Interventor Carneiro de Mendonça. |
| Sindulfo Serafim Freire Chaves                                                       | Aliança Liberal                                                                      | 1933-1934                                                                            | — | 1º Mandato. Filho do ex-deputado e tabelião Serafim Tolentino Chaves. Pai de Franklin Gondim. Nomeado pelo Interventor Carneiro de Mendonça. |
| Anísio Batista dos Santos                                                            | Aliança Liberal                                                                      | 1934-1935                                                                            | — | Nomeado pelo Interventor Filipe Moreira Lima |
| Custódio Saraiva de Menezes                                                          | Aliança Liberal                                                                      | 1935-1936                                                                            | — | 1º Mandato. Era o genro do ex-prefeito Sindulfo Chaves, sendo casado com Dona Judith Chaves. Irmão do ex-prefeito Pedro Saraiva |
| José Gondim Chaves                                                                   | Aliança Liberal                                                                      | 1936-1937                                                                            | — | Cunhado do ex-prefeito Custódio Saraiva. Líder integralista. Irmão do deputado Franklin Gondim. Renunciou o mandato. |
| Francisco Pergentino Mendes Guerreiro                                                | ?                                                                                    | 1937                                                                                 | — | Vereador que assumiu interinamente o cargo de prefeito por alguns meses, em razão da renúncia de José Gondim Chaves. Era primo do Coronel Nunes. |
| Custódio Saraiva de Menezes                                                          | Aliança Liberal                                                                      | 1937-1945                                                                            | — | 2º Mandato. Nomeado pelo Interventor Menezes Pimentel. |
| Sindulfo Serafim Freire Chaves                                                       | Aliança Liberal                                                                      | 1945                                                                                 | — | 2º Mandato. Nomeado pelo Interventor Federal. |
| Francisco Remígio de Freitas                                                         | PSD                                                                                  | 1945-1948                                                                            | — | Nomeado pelo Interventor Federal. Aliado dos Chaves. |
| Estevam Remígio de Freitas                                                           | PSD                                                                                  | 1948-1951                                                                            | — | Eleito com 3.140 votos contra 2.906 votos de Júlio Eduardo de Sousa (UDN) |
| Francisco Nonato Freire, Mixico                                                      | PSD                                                                                  | 1951-1955                                                                            | — | Eleito com 4.907 votos contra Napoleão Nunes Maia (UDN) |
| Sabino Roberto de Freitas                                                            | UDN                                                                                  | 1955-1959                                                                            | — | Venceu o candidato Jaime Leonel Chaves (PSD). Era neto do ex-prefeito João Batista Roberto. Ex-vereador e ex-integralista. |
| Dr. José Simões dos Santos                                                           | PTB                                                                                  | 1959-1963                                                                            | Eurico Vieira de Mello | Natural de Russas e fundador do PTB em Limoeiro. Venceu as candidaturas de Pedro Alves Filho (UDN) e do ex-prefeito Estevam Remígio (PSD). Renunciou para ser deputado estadual. Homenageado com um bairro na zona urbana do município. |
| Eurico Vieira de Mello                                                               | PTB                                                                                  | 1963                                                                                 | — | Eleito vice-prefeito em 1958, vencendo Lauro Rebouças de Oliveira e o ex-prefeito Mixico. Assumiu por alguns meses. |
| Pedro Alves Filho                                                                    | UDN                                                                                  | 1963-1965                                                                            | Evaldo Holanda Maia (UDN) | Eleito com 2.490 votos com apoio de seu partido e do PTB, vencendo Luiz Gonzaga Pitombeira (PSD) nas eleições de 1962. Foi apoiado pelos deputados Manuel de Castro Filho e Dr. José Simões. Renunciou ao mandato em virtude de aprovação em concurso. |
| Evaldo Holanda Maia                                                                  | UDN                                                                                  | 1965-1967                                                                            | — | 1º Mandato. Eleito vice-prefeito pela UDN com 2.809 votos, ultrapassando a votação dos candidatos a prefeito e de seu concorrente, o ex-vereador Jared Santiago (PSD). |
| Raimundo de Castro e Silva                                                           | ARENA                                                                                | 1967-1971                                                                            | João Gomes de Moura (ARENA) | Eleito com 2.443 votos. Venceu o candidato Antônio Holanda pela ARENA 2, que obteve 2.244 votos. |
| Dr. João Eckner Eduardo                                                              | ARENA                                                                                | 1971-1973                                                                            | Antônio Pergentino Nunes (ARENA) | Candidatura única |
| Antônio Holanda de Oliveira                                                          | ARENA                                                                                | 1973-1977                                                                            | Eurico Vieira de Mello (ARENA) | Eleito com 3.707 votos. Venceu o candidato José Honorato de Lima (ARENA). Homenageado com um bairro no município. Tio do deputado Ariosto Holanda. |
| Evaldo Holanda Maia (2º mandato)                                                     | ARENA                                                                                | 1977-1983                                                                            | Jaime de Oliveira Lima (ARENA) | 2º Mandato. Eleito prefeito com 5.793 votos. Havia outras duas chapas da ARENA além da vitoriosa: em segundo lugar, José de Oliveira Bandeira com 5.441 votos (tendo como vice Antônio Glauber Eduardo Bezerra); em terceiro lugar o ex-prefeito Dr. José Simões com apenas 82 votos (tendo como vice Francisco de Assis de Lima). Era filho de uma sobrinha do Coronel José Nunes Guerreiro. |
| José de Oliveira Bandeira, Careca                                                    | PDS                                                                                  | 1983 -31.12.1988                                                                     | João Dilmar da Silva (PDS) | 1º Mandato. Apoiado pelo governador em exercício Manuel de Castro. Venceu o candidato Wilson Holanda (filho do ex-prefeito Antônio Holanda). |
| João Dilmar da Silva                                                                 | PDS                                                                                  | 01.01.1989 -31.12.1992                                                               | Pedro Julião Bandeira Régis | 1º Mandato. Foi o vice-prefeito na gestão anterior. Seu vice foi o ex-deputado Pedro Julião. |
| Ademar Celedônio Guimarães                                                           | PSDB                                                                                 | 01.01.1993 -31.12.1996                                                               | Reuber Tadeu Vieira e Silva (PMB) | Seu vice foi Dr. Reuber Vieira (PMB) |
| José de Oliveira Bandeira, Careca (2º mandato)                                       | PSD                                                                                  | 01.01.1997 -31.12.2000                                                               | Elizete Duarte (PSD) | 2º Mandato. Eleito com 29,94% dos votos que representavam 7.621 votos. Seus principais oponentes foram João Dilmar (PSDB) - 25,27%, Pedro Julião (PMDB) - 18,99%, Lauro Rebouças Filho (PFL) - 12,84%, Dr. Reuber Vieira (PPS) - 12,33% e Arnaldo Araújo (PTB) - 0,83%. |
| Maria Arivan de Holanda Lucena                                                       | PSD                                                                                  | 01.01.2001 -31.12.2004                                                               | Lauro Rebouças Filho (PSB) | Primeira mulher prefeita de Limoeiro do Norte |
| João Dilmar da Silva (2º mandato)                                                    | PPS                                                                                  | 01.01.2005 -31.12.2008                                                               | Elizete Duarte (PSDB) | 2º Mandato. Integrando a chapa, Elizete Duarte voltou a ser eleita vice-prefeita |
| João Dilmar da Silva (3º mandato)                                                    | PRB                                                                                  | 01.01.2009 -31.12.2012                                                               | Nonato Pinheiro (PT) | 3º Mandato. Seu vice era o ex-vereador Nonato Pinheiro (PT) |
| Paulo Carlos Silva Duarte                                                            | DEM                                                                                  | 01.01.2013 -31.12.2016                                                               | Marcos Coelho (PSB) | Ex-deputado estadual ex-prefeito e ex-delegado da Polícia Federal. Seu vice foi o ex-vereador Marcos Coelho (PDT) |
| José Maria de Oliveira Lucena                                                        | PMDB                                                                                 | 01.01.2017 -31.12.2020                                                               | João Dilmar da Silva (PSD) | Eleito em 2016. Esposo da ex-prefeita Arivan Lucena e bisneto do ex-prefeito Cândido Olímpio. Ex-vereador do MDB e ARENA, ex-secretário estadual no governo de Manuel Castro e juiz federal. Foi Desembargador no TRF-5 até sua aposentadoria compulsória em 2015. Seu vice é o ex-prefeito João Dilmar.                                                                                      |
| José Maria de Oliveira Lucena (2º mandato)                                           | PSB                                                                                  | 01.01.2021-11.10.2023                                                                | Dilmara Amaral Silva (PDT) | 2º Mandato. Assumiu com 75 anos. |
| Dilmara Amaral Silva                                                                 | PDT                                                                                  | 12.10.2023-31.12.2024                                                                | - | Prefeita interina durante as sucessivas licenças do prefeito titular por motivos de saúde . Filha do ex-prefeito João Dilmar |
| Dilmara Amaral Silva (2º mandato)                                                    | PRD                                                                                  | 01.01.2025- atualidade                                                               | Francisco Jussier Baltazar Costa (PP) | 2º Mandato. Reeleita com votação recorde: 77,65% dos votos válidos. |